# Балдуин IV де Эно
Бодуэн (Балдуин) IV де Эно, по прозванию Строитель (нидерл. Boudewijn IV van Henegouwen, фр. Baudouin IV de Hainaut; 1108 — 8 ноября 1171) — граф Геннегау (Эно) с 1120 года, выходец из Фландрского дома.

## Биография
Бодуэн IV был сыном графа Геннегау Бодуэна III и его супруги, Иоланды фон Вассенберг. После смерти отца занял его трон малолетним, ввиду чего некоторое время Иоланда выполняла роль регента до наступления совершеннолетия Бодуэна IV. Она также способствовала заключению брака между её сыном и Алисой, дочерью Жоффруа I, графа Намюра. Брачный договор был составлен таким образом, что после прекращения мужской линии в роду графов Намюрских права на это графство получали графы Геннегау (через графиню Алису).
Позднее, в 1127 году, после убийства графа Фландрии Карла Доброго, права на Фландрию заявили несколько претендентов, в том числе и Бодуэн IV. Однако король Франции Людовик VI передал графство в управление Вильгельму Клитону, после чего Бодуэн напал на пограничные фландрские земли и опустошил район вокруг города Алст. Однако, сознавая свою слабость, он отступил в пределы своего графства, предав при этом огню город Ауденарде. На следующий год, ободрённый смертью Вильгельма, Бодуэн вновь предпринимает попытку захватить Фландрию, однако и на этот раз терпит поражение — от Тьерри Эльзасского, нового фландрского графа.
В 1147 году, когда Тьерри Эльзасский отправился во Второй крестовый поход, Бодуэн решил использовать этот случай и вновь вторгся во Фландрию — несмотря на угрозу интердикта со стороны церкви. Супруга Тьерри, Сибилла Анжуйская сумела защитить графство, пока Тьерри спешно добирался из Константинополя домой. Последовавшие затем военные действия опустошили оба графства. В 1151 году был заключён мирный договор, включавший в себя и бракосочетание в будущем наследников обоих графств, что через 40 лет привело к их объединению. Зять Бодуэна, Генрих IV Люксембургский, женился в 1157 году на Лоретте Эльзасской, дочери графа Тьерри и Сибиллы Анжуйской. В 1163 году брак этот, не имевший потомства, распался и Генрих Люксембургский сделал своим наследником Бодуэна (впрочем, воспользоваться этими землями Бодуэн не успел).
Прозвищем Строитель Бодуэн IV обязан своей активной деятельности в городах Геннегау по возведению новых крепостей и церквей. В 1169 году, во время свадьбы своего сына Бодуэна V, граф показывал баронам и вассалам новый, ещё недостроенный дворец в Ле-Кенуа. Группа людей передвигалась по плохо закреплённым, шатким лесам, которые затем под ними рухнули. Некоторые из свиты были только легко ранены, однако Бодуэн IV при падении сломал себе обе ноги и позвоночник и скончался через 2 года.

## Семья
Бодуэн IV де Эно был женат на Алисе Намюрской (1115—1169), младшей дочери графа Готфрида Намюрского, и его супруги, Эрмесинды Люксембургской. В этом браке у них родились 9 детей:
- Бодуэн (умер ребёнком)
- Готфрид, граф Остервант (ум. 1159 или 1161, в возрасте 16 лет), женат на 15-летней Элеоноре де Вермандуа, не имел наследников
- Бодуэн V (1150—1195), граф Геннегау
- Вильгельм, сеньор де Шато-Тьерри в графстве Намюр, женат в первом браке на Маго де Лолен, во втором — на Авой де Сен-Сов
- Генрих, сеньор де Себура, Ангре и Ле-Фей, женат на Жанне де Кисин
- Иоланда, замужем первым браком за Ивом II, графом Суассона, вторым браком — за Гуго IV
- Агнеса Хромая, замужем за Раулем де Куси
- Лоранс (ум. 9 августа 1181), замужем первым браком за Дитрихом Гентским, вторым браком (вскоре после 1171) — за Бушаром V де Монморанси
- Эсташ, пробст церкви св. Вальтера в Монсе (ум. после 1198).